# Corporație
Corporația este un sistem de organizare comercială. O corporație este o persoană juridică, căreia statul îi conferă autoritatea legală de a acționa ca un tot, ce poate încheia contracte și poate avea bunuri în proprietate.
Ea este separată și distinctă față de proprietarii (acționari) sau managerii săi.

## Caracteristici
- dreptul de a emite acțiuni;
- dreptul de a emite obligațiuni (bonds)
- capacitatea de a transfera aceste drepturi de proprietate;
- responsabilitatea limitată a acționarilor săi.

## Avantaje
Separația față de proprietarii săi îi conferă corporației trei avantaje majore, în comparație cu parteneriatul în afaceri:
- Corporația are o viață nelimitată, adică poate continua să existe și după ce primii proprietari sau manageri nu mai sunt în viață;
- Proprietatea poate fi divizată în părți de capital social, care poartă numele de acțiuni și care au posibilitatea de transfer mult mai mare decât părțile sociale într-un parteneriat;
- Corporația este prevăzută cu răspundere limitată. În timp ce un investitor într-un parteneriat este supus unei răspunderi nelimitate, putând, în caz de faliment, să plătescă toate datoriile firmei, în cazul în care ceilalți parteneri nu sunt solvabili, într-o corporație care dă faliment, răspunderea acestei persoane este limitată la suma pe care aceasta a investit-o în afacere.

## Dezavantaje
- Este aplicată taxarea dublă. Veniturile corporației sunt taxate separat de cele ale persoanelor investitoare.
- Lipsa confidențialității. Corporațiile nu-și pot ține în secret operațiile făcute, astfel încât concurenții pot studia evoluția unei corporații și să o „lovească” în punctele ei vulnerabile.
- Implicarea puterii supreme. Orice corporație este reglementată de Executiv. Corporația trebuie să suporte toate standardele legii, astfel încât spațiul ei de activitate este limitat.